# أشلي لوبو
أشلي لوبو (بالإنجليزية: Ashley Lobo)‏ هو راقص هندي، ولد في 18 مارس 1967.

## وصلات خارجية
- أشلي لوبو على موقع IMDb (الإنجليزية)